# Кяхтинский язык
Кя́хтинский язы́к (кяхтинский пиджин, от топонима Кяхта, кит. трад. 中俄混合語, упр. 中俄混合语, пиньинь zhōng'é hùnhéyŭ, палл. чжунъэ хуньхэюй) — пиджин, существовавший на рубеже XIX—XX в городах, граничащих с Китаем. Является одним из нескольких результатов русско-китайского языкового контакта наравне с харбинским и забайкальско-маньчжурским пиджинами. 

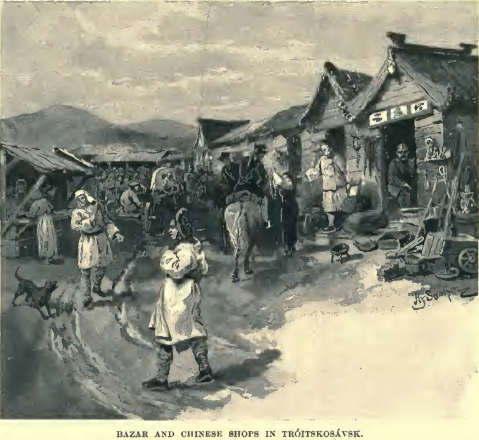
Базар в Кяхте

## Описание и история
Лексика кяхтинского языка была преимущественно русской, однако грамматический строй — китайским: слова не изменялись, глаголы употреблялись в форме императива, существительные и местоимения в препозиции становились определениями — следовательно, было утрачено различие между личными и притяжательными местоимениями и так далее. Знаменитая фраза моя твоя понимай нету связана с кяхтинским пиджином/креолом. В Китае одно время этот язык преподавался для нужд чиновников, торгующих с Россией, издавались учебники и существовали экзаменационные комиссии. Обычно составители пособий при этом называли кяхтинский пиджин «русским языком»; насколько искренним было такое представление, не вполне ясно.
Кяхтинский язык перестал активно употребляться в первой половине XX века. Однако даже в 1990 году на базаре под Улан-Батором ещё видели пожилых китайских торговцев, изъяснявшихся на этом языке.